# Khéty II
 Khéty II est un roi de la IXe dynastie égyptienne. Il est noté en position 4.21 sur le papyrus de Turin.
Il va revendiquer la souveraineté de toute l’Égypte, fut-elle nominale.    